# Association de la presse diplomatique
L'Association de la presse diplomatique française, ou APDF a été fondée en 1929 par René de Valfori (d) qui en a été le premier président de sa création jusqu'en 1940. 
Depuis 2022, Jean-Marc Four, directeur de Radio France internationale depuis mai 2023, est président de l’association. 

## Objet de l'association
Rassemblant essentiellement des journalistes professionnels de nationalité française ou par dérogation de pays de l'Union européenne,  l'association « a pour objet de favoriser l’accès de ses membres à toute information et d’entreprendre toutes les actions utiles à la défense des intérêts et des droits personnels et professionnels de ses membres actifs et honoraires. » Elle œuvre à la défense de la protection des sources d'information des journalistes.
Le siège de l’association est fixé au ministère des Affaires étrangères, au 37 quai d’Orsay, dans le 7e arrondissement de Paris.

## Prix de la presse diplomatique
L’Association de la presse diplomatique française a mis en place un « prix de la presse diplomatique » destiné à couronner « la meilleure couverture, durant l’année écoulée, de sujets de politique internationale, qu’il s’agisse d’articles d’éclairage ou d’analyse, d’enquêtes ou de reportages réalisés par un journaliste titulaire de la carte de presse professionnelle. » Ce prix — dont la première lauréate, en 1998, est Lorraine Millot (Libération) — pourra être décerné à un journaliste de la presse écrite, parlée ou audiovisuelle :
- En 2013, le prix de la presse diplomatique est décerné à la journaliste franco-syrienne indépendante Hala Kodmani pour sa couverture de la situation en Syrie[5].
- En 2015, le journaliste burundais Esdras Ndikumana remporte le prix pour sa  de la crise politique au Burundi[6].
- En 2016, le prix est décerné à Gwendoline Debono, grand reporter d'Europe 1 pour sa couverture de la guerre en Irak[7].
- En 2018, le prix de la presse diplomatique 2018 décerné au reporter du JDD Antoine Malo et remporte la somme de 2.000 euros[8].
- En 2019, la journaliste-réalisatrice Angélique Forget est récompensée pour un reportage sur la communauté ouïghour en République Populaire de Chine[1].
- En 2023, le prix est décerné à Jean-Sébastien Soldaïni pour sa série de reportages sur les élections présidentielles en Turquie[9].

## Présidents
- 1929-1940 : René de Valfori (d), fondateur
- 1945-1947 : Paul Kahn (d)
- 1948-1951 : Roger Massip (d)
- 1952-1953 : Jean Schwœbel
- 1954-1955 : Claude Veillet-Lavallée (d)
- 1956-1957 : Jean Allary
- 1958-1961 : Robert de Saint-Jean
- 1962-1963 : Maurice Delarue
- 1964-1965 : Raymond Hubert
- 1966-1967 : Georges Leroy
- 1968-1969 : Edwin Forte
- 1970-1971 : Jacques M.-J. Ogliastro
- 1972-1973 : Louise de Béa (d)
- 1974 : Jacques Clergier
- 1974-1975 : André Mazières
- 1976-1979 : Édouard Sablier
- 1980-1981 : Danielle Eyquem-Boetsch
- 1982-1985 : Georges Broussine
- 1986-1989 : Georges Bortoli
- 1990-1993 : Jacques Chapus
- 1994-1997 : Dominique Bromberger
- 1998-2001 : Pierre Beylau
- 2002-2005 : Joseph Limagne
- 2006-2010 : Bruno Fanucchi (d)
- 2010-2014 : Vincent Hervouët
- 2015-2018 : Q130285112
- 2018-2022 : Jean-Christophe Ploquin (d)
- 2022- (en cours) : Jean-Marc Four